# Bernd Schneider (Altphilologe)
Bernd Schneider (* 15. März 1943 in Berlin) ist ein deutscher Klassischer Philologe, der von 1984 bis 2009 Professor für Klassische Philologie (Latein) an der Universität Osnabrück war.

## Leben
Bernd Schneider studierte Klassische Philologie an der Freien Universität Berlin und wurde 1969 bei Paul Moraux mit der Dissertation Die mittelalterlichen griechisch-lateinischen Übersetzungen der aristotelischen Rhetorik promoviert. Seine Habilitation erfolgte 1975 an der Freien Universität Berlin. 1984 ging er als außerplanmäßiger Professor an die Technische Universität Berlin. 1987 wechselte er als ordentlicher Professor für Klassische Philologie (Latein) an die Universität Osnabrück, zunächst am Standort Vechta. Im Sommer 2009 trat er in den Ruhestand.

## Schriften (Auswahl)
- Die mittelalterlichen griechisch-lateinischen Übersetzungen der aristotelischen Rhetorik (= Peripatoi. 2). de Gruyter, Berlin u. a. 1971, ISBN 3-11-001880-2 (Zugleich: Berlin, Freie Universität, Dissertation, 1969/1970).
- Vergil. Handschriften und Drucke der Herzog August Bibliothek (= Ausstellungskataloge der Herzog August Bibliothek. 37). Herzog August Bibliothek, Wolfenbüttel 1982, ISBN 3-88373-033-5.
- Das Aeneissupplement des Maffeo Vegio. Acta Humaniora, Weinheim 1985, ISBN 3-527-17536-9
- August Boeckh. Altertumsforscher, Universitätslehrer und Wissenschaftsorganisator im Berlin des 19. Jahrhunderts (= Staatsbibliothek Preußischer Kulturbesitz. Ausstellungskataloge. 26). Reichert, Wiesbaden 1985, ISBN 3-88226-265-6.
- mit Christina Meckelnborg: Bartholomaei Coloniensis Ecloga bucolici carminis. Silva carminum (= Gratia. 26). Harrassowitz, Wiesbaden 1995, ISBN 3-447-03674-5.
- Fabeln. Sebastian Brants Ergänzungen zur Aesop-Ausgabe von 1501 (= Arbeiten und Editionen zur mittleren deutschen Literatur. Neue Folge 4). Frommann-Holzboog, Stuttgart-Bad Cannstatt 1999, ISBN 3-7728-1877-3.
- mit Christina Meckelnborg: Opusculum Fabularum. Die Fabelsammlung der Berliner Handschrift Theol. Lat. Fol. 142 (= Mittellateinische Studien und Texte. 26). Brill, Leiden u. a. 1999, ISBN 90-04-11333-9.
- mit Christina Meckelnborg: Odyssea, responsio Ulixis ad Penelopen. Die humanistische Odyssea decurtata der Berliner Handschrift Diez. B Sant. 41 (= Beiträge zur Altertumskunde. 166). Saur, München u. a. 2002, ISBN 3-598-77715-9.
- mit Christina Meckelnborg: Odyssea Homeri a Francisco Griffolino Aretino in latinum translata. = Die lateinische Odyssee-Übersetzung des Francesco Griffolini (= Mittellateinische Studien und Texte. 43). Brill, Leiden u. a. 2011, ISBN 978-90-04-20348-8.